# Чумак (компанія)
ПрАТ «Чумак» (Приватне Акціонерне Товариство) — український виробник харчових продуктів зі штаб-квартирою в м. Каховка. Виробляє кетчупи, соуси, майонези, томатну пасту, соки, консервовані овочі, макаронні вироби та смажене насіння.

## Власники і керівництво
«Чумак» — компанія з шведським капіталом:
- Президент, спів-засновник компанії — Карл Стурен, Почесний консул Швеції в Каховці
- Директор корпоративного розвитку, спів-засновник компанії —Йохан Боден
- Генеральний директор — з жовтня 2019 року — Левчук Андрій Володимирович.

Перелік засновників (учасників) (відповідно даних https://usr.minjust.gov.ua/ua/) [Архівовано 20 вересня 2016 у Wayback Machine.]:
- ЧУМАК ХОЛДІНГС ЛІМІТЕД, 114870, Кіпр, 3026, місто Лімасол, Васілі Міхаліді, 21
Розмір внеску до статутного фонду (грн.): 349 092 520.00
 БОДЕН ЙОХАН СВЕН РІЧАРД
Адреса засновника: 74822, Херсонська обл., Каховський район, селище міського типу Любимівка, Вул. ПРОЛЕТАРСЬКА, будинок 16 А
Розмір внеску до статутного фонду (грн.): 10.00
 ДРАГОН КАПІТАЛ ІНВЕСТИМЕНС ЛІМІТЕД
Адреса засновника: Нікосія, вул. Агіу Павлу ЛЕНДРА ХАУС АГіос Андреас 15, КІПР
Розмір внеску до статутного фонду (грн.): 10.00
 ДРГН ЛІМІТЕД
Адреса засновника: м. Нікосія, Агіу Павлу ЛЕНДРА ХАУС Агіос Андреас 15, КІПР
Розмір внеску до статутного фонду (грн.): 10.00
 КОНЦЕНТРА ЛІМІТЕД
Адреса засновника: м. Нікосія, Фемістоклі дербі, 3, КІПР
Розмір внеску до статутного фонду (грн.): 10.00

## Історія
Компанія була заснована 29 травня 1996 року у місті Каховка. Заснували її двоє шведських підприємців Йохан Боден та Карл Стурен, які вперше приїхали до України 1993 року. Їм було по 19 років, обидва вони займалися сімейним бізнесом з виробництва овочів в Швеції. Обставини склалися так, що низький врожай огірків того року в Естонії, де вони закуповували сировину, примусив підприємців розпочати пошук заміни втраченому естонському врожаю. Юган та Карл повернулися в Україну, щоб знайти місце для майбутнього виробництва.
До 1995 року Йохан та Карл зрозуміли необхідність наявності власного виробництва. У пошуках інвесторів, вони знайшли підтримку у професора Ганса Раузинга — засновника компанії «Tetra Pak», компанії-лідера з виробництва пакування для харчових продуктів.
ЗАТ «Чумак» була першою в Україні, яка розпочала виробництво кетчупів та більшості соусів без консервантів. З кінця 2007 року вона стала єдиною в СНД компанією, яка випускає майонези без консервантів.[джерело?]
У 2008 році потужність заводу з переробки томатів склала 2 500 000 кг томатів щорічно.
У березні 2008 р. інвестиційна компанія Dragon Capital та East Capital Bering Ukraine Fund разом придбали 70% акцій компанії «Чумак» у одного з її засновників — професора Ганса Раузинга, решта 30% залишились у власності Йохана Бодена та Карла Стурена. В цьому ж році було завершено будівництво нового офісу у місті Каховка.
З 2009 року запущена макаронна фабрика - окремий цех для виробництва макаронних виробів.
У 2015 році в Каховці запущений цех по виробництву соків власного виробництва.
З кінця 2015 року компанія будує цех по виробництву смаженого соняшникового насіння. Запланований початок запуску власного виробництва в цьому напрямку - перший квартал 2016 року.

## Діяльність
У числі основних продуктів компанії — кетчуп, томатна паста, майонез, салатні заправки, кухарські соуси, соуси-приправи, кабачкова ікра, аджика, консервовані томати, огірки та перець, макарони та інші.
Чисельність персоналу — 1,4 тис. осіб.
На експорт компанія відправляє до 20% продукції (країни-імпортери: Росія, Білорусь, Естонія, Молдова, Казахстан, Узбекистан, Ізраїль, Німеччина, Італія, Іспанія, Непал, США).
Виробничий процес сертифікований відповідно до стандартів DSTU ISO 9001: 2009, DSTU ISO 22000: 2007 і BRC Global, регулярно проходить перевірки і незалежні аудити.

### Частка ринку
У минулому компанія була лідером ринку кетчупів, проте припустилася кількох стратегічних помилок та втратила це лідерство. Так, однією з помилок став пізній вихід на ринок з продукцією у пластиковій упаковці. Компанія «Волиньхолдинг» змогла випередити компанію «Чумак», саме пропонуючи в більш зручній упаковці. До помилок компанії також можна віднести і розширення асортименту продукції, що пропонувалася під ТМ «Чумак», що знизило впізнаваність й індивідуальність бренду «Чумак» саме як виробника кетчупу.
Станом на 2013 рік підприємство «Чумак» було другим найбільшим виробником кетчупу в Україні, з часткою 25,00 %.
| Назва підприємства | Назва бренду | Відсоток ринку |
| ПрАТ Волиньхолдінг | Торчин       | 56.00 %        |
| ЗАТ Чумак          | Чумак        | 25.00 %        |
| Решта              | -            | 19.00 %        |
| Загалом            | -            | 100.00 %       |

Станом на 2013 рік підприємство «Чумак» було другим найбільшим виробником томатної пасти в Україні, з часткою 28 %.[джерело?]
Станом на 2013 рік підприємство «Чумак» було другим найбільшим виробником пляшкової соняшникової олії в Україні, з часткою 22 %.[джерело?]

### Торгові марки
- Чумак (кетчуп, томатна паста, майонез, консервовані овочі, макарони) — розповсюджується в більш ніж 20 країнах світу.
- У 2007 продає право на користування брендом «Масло Чумак» компанії Кернел.
- У 2007 продає право на користування брендом олія «Чумак Золота» терміном на 7 років компанії Кернел.[4]
- У 2008 році закрито Скадовський консервний завод і всі потужності виробництва перенесені до Каховки.

## Скандал
У березні 2016 в українському суспільстві розгорівся скандал щодо мови маркування продукції компанії Чумак для закордонних споживачів. Зокрема, журналіст Ігор Тишкевич повідомив, що починаючи з 2016 року з продукції ТМ Чумак зникло маркування українською мовою, наприклад для ринку Білорусі, хоча раніше маркування українською було присутнє. Зокрема, слоган  українською "З лану до столу" замінили на російськомовний "С поля к столу".